# Jacob Hannemann
Pour les articles homonymes, voir Hannemann.
Jacob Howard Hannemann (né le 29 avril 1991 à Kahaku (en), Hawaï, États-Unis) est un joueur de champ extérieur de la Ligue majeure de baseball.

## Carrière
Joueur à l'école secondaire, Jacob Hannemann est choisi par les Royals de Kansas City au 48e tour de sélection du repêchage amateur de 2010. Il repousse l'offre de 250 000 dollars que lui font les Royals et s'engage chez les Cougars de l'université Brigham Young. Membre de l'Église mormone, Hannemann repousse son entrée à l'université pour accomplir une mission de deux ans en Arkansas,. Après l'université, il est choisi par les Cubs de Chicago au 3e tour du repêchage de 2013 et signe avec eux son premier contrat professionnel, assorti d'une prime à la signature d'un million de dollars.
De 2013 à 2017, Hannemann joue en ligues mineures avec des clubs affiliés aux Cubs de Chicago. Mais il éprouve des ennuis en offensive aux échelons supérieurs des ligues mineures et, à 26 ans et sans grand espoir d'être promu chez les Cubs, est réclamé au ballottage par les Mariners de Seattle le 4 septembre 2017. 
Jacob Hannemann fait ses débuts dans le baseball majeur le 9 septembre 2017 avec les Mariners de Seattle contre les Angels de Los Angeles.